# Эльф (фильм)
«Эльф» (англ. «Elf») — кинофильм, семейная комедия режиссёра Джона Фавро. Слоган фильма «This holiday, discover your inner elf» («В этот праздник откройте в себе эльфа»). Премьера состоялась 9 октября 2003 года.

## Сюжет
Жил-был на свете «эльф» по имени Бадди. То есть это он считал себя эльфом. На самом же деле он был человеком, который в возрасте младенца случайно оказался в мешке Санта-Клауса, когда тот посещал сиротский приют. Однако, воспитанный на Северном полюсе Бадди добросовестно изучал Кодекс эльфов, делал игрушки и старался быть полезным. И все было хорошо, пока однажды он не узнал тайну своего происхождения. Более этого выяснилось, что отец Бадди мало того, что не знает о его существовании, так он и вовсе находится в списке злюк. Тогда «эльф» решает найти его и научить «правильному» Рождеству.  
В зеленом костюме и желтых лосинах, со смешным колпаком на голове и туфлях с закрученным носком на ногах Бадди отправляется в Нью-Йорк, где все совсем не так, как в мире, в котором он вырос. Машины, лифты, эскалаторы – с одной стороны пугают, а с другой стороны восхищают «эльфа», ведь все это для него в новинку. Бадди находит отца в один из своих первых дней пребывания в «большом яблоке». Но тот не верит в историю о том, что явившийся к нему на работу в маскарадном костюме мужчина может быть его сыном, и выгоняется бедолагу «эльфа». Тем не менее неудачи не останавливают Бадди и он из раза в раз старается «достучаться» до своего отца.  
Как говорится вода камень точит. В конце концов отец Бадди – Уолтер, подтвердив родство с чудаком в зеленом колпаке с помощью ДНК-теста, знакомит того со своей нынешней семьей – женой Эмили и сыном Майклом. «Эльф» легко находит общий язык с новыми родственниками, но вот с отцом отношения складываются напряженно, ведь Бадди продолжает вести себя как герой детских книжек, а его отец – прагматик до мозга костей.  
Параллельно Бадди также знакомится с девушкой по имени Джови, которая очень сильно нравится ему, так как не похожа ни на кого, с кем бы он был знаком ранее. Она покоряет его, а он понемногу, но начинает нравиться ей. Вообще Бадди довольно легко заводит новые дружеские отношения, поскольку он открыт к миру и готов учиться у других чему-то новому, параллельно обучая их тому, что он сам узнал от эльфов на Северном полюсе.  
В конце концов то, чему Бадди смог научить других помогло ему найти друзей, спасти Рождество и стать настоящим эльфом.

## В ролях
| Актёр            | Роль                  |
| ---------------- | --------------------- |
| Уилл Феррелл     | Бадди Хобс            |
| Джеймс Каан      | Уолтер Хобс           |
| Мэри Стинберджен | Эмили Хобс            |
| Боб Ньюхарт      | Папа Эльф             |
| Эдвард Аснер     | Санта-Клаус           |
| Зоуи Дешанель    | Джови                 |
| Дэниэл Тэй       | Майкл Хобс            |
| Файзон Лав       | Крампед (управляющий) |
| Питер Динклэйдж  | Майлс Финч            |
| Эми Седарис      | Дэб                   |
| Энди Рихтер      | Моррис                |

## Награды и номинации
| Награды   | Награды                         | Награды                | Награды      |
| Год       | Премия                          | Категория              | Лауреат      |
| --------- | ------------------------------- | ---------------------- | ------------ |
| 2004      | ASCAP                           | Лучший саундтрек       | Джон Дебни   |
| 2004      | Golden Trailer Awards           | Лучшая комедия         |              |
| Номинации |                                 |                        |              |
| Год       | Премия                          | Категория              | Номинант     |
| 2004      | Nickelodeon Kids' Choice Awards | Лучший фильм           |              |
| 2004      | MTV Movie Awards                | Лучшая комедийная роль | Уилл Феррелл |
| 2004      | Phoenix Film Critics Society    | Лучший семейный фильм  |              |
| 2004      | Satellite Awards                | Лучший фильм на DVD    |              |
| 2005      | Teen Choice Awards              | Лучший актёр комедии   | Уилл Феррелл |